# Sistema putting-out

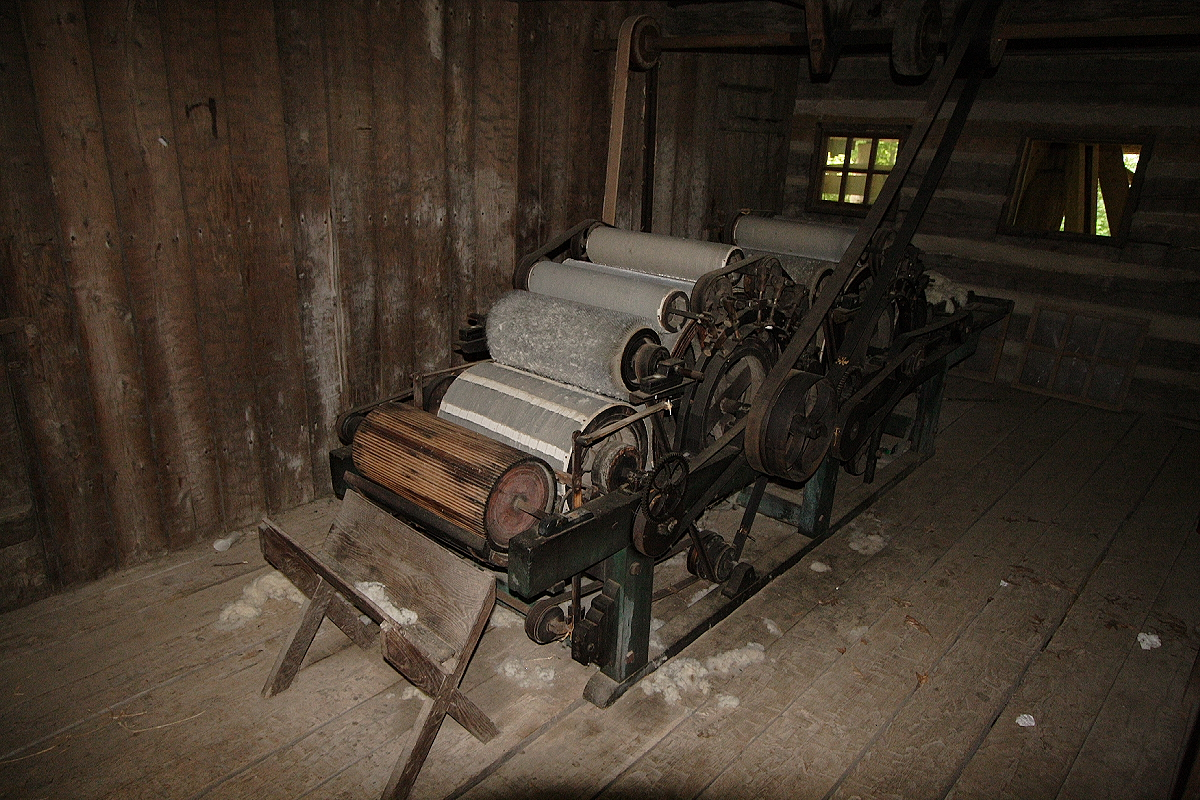
Aparato para el doble cardado con tracción animal.

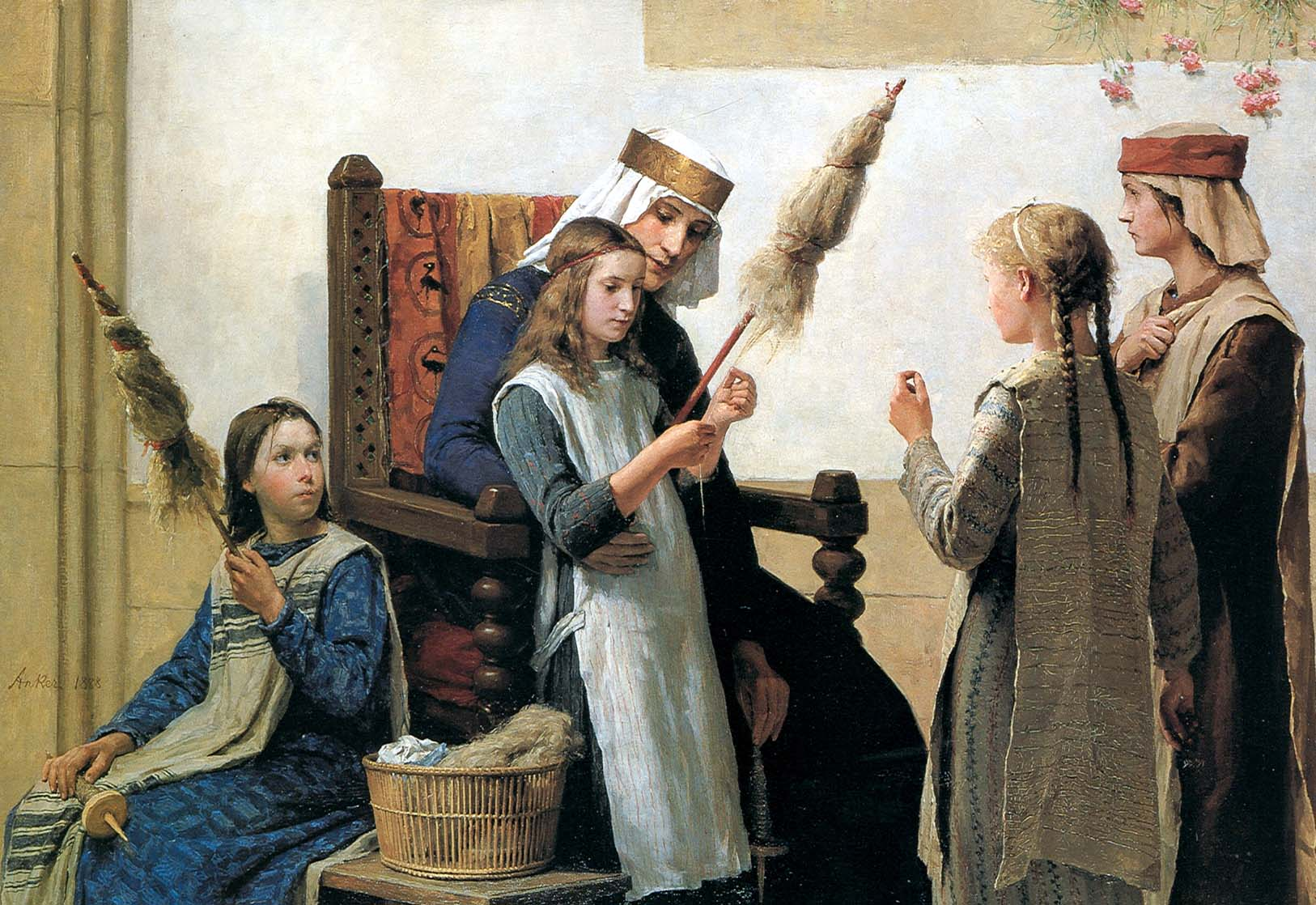
La reina Berta de Suabia instruye a unas chicas en el manejo del huso y la rueca para hilar el lino.

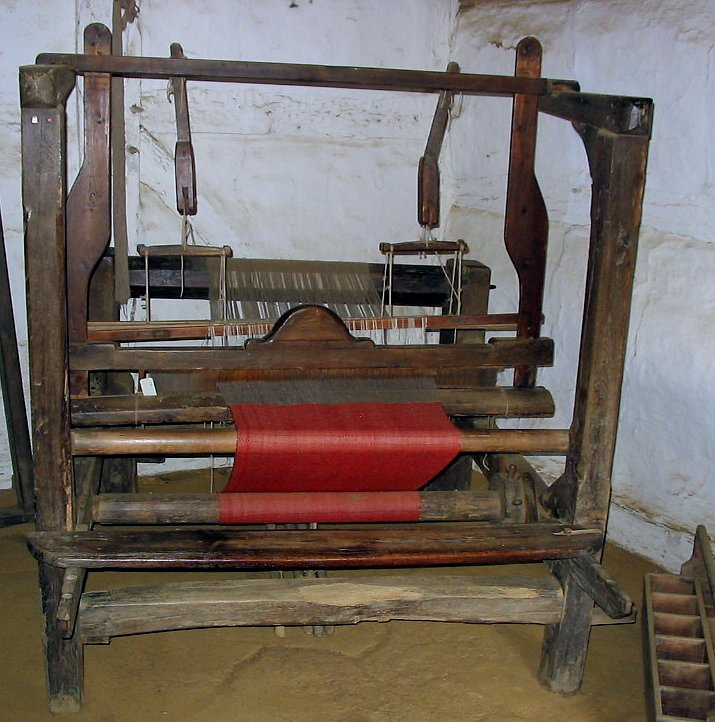
Telar de mano en Hjerl Hede (Dinamarca), dispositivo para tejer, con producción de tejidos en diversos colores.

El sistema de taller doméstico o sistema de taller de trabajo (en inglés putting-out system o workshop system) es un modelo utilizado habitualmente en economía e historiografía para referirse a un método productivo y organización del trabajo industrial, donde la producción se efectuaba de forma dispersa en cada uno de los domicilios de los trabajadores, la mayor parte de las veces a tiempo parcial, alternándolo con el trabajo agrícola.
Se utiliza fundamentalmente en contraposición tanto al trabajo gremial de los talleres artesanos de tradición medieval como a la manufactura y la fábrica (el denominado factory system propio de la Revolución industrial del siglo XVIII).

## Historia
El sistema putting-out se generalizó a partir de la Edad Moderna. Los burgueses, en un nuevo papel de empresarios capitalistas, ofrecieron a los campesinos las materias primas y herramientas necesarias para la producción de determinados productos, especialmente textiles.
Aunque en ocasiones se confunden, existen diferencias entre el sistema putting-out y el conocido como domestic system (sistema doméstico): en el sistema doméstico, el productor —generalmente un agricultor— es propietario tanto de la materia prima como de los instrumentos para la transformación de la misma. Ninguno de esos dos sistemas es predecesor del otro: se puede observar la coexistencia de ambos en los albores de la Revolución industrial.
Con el tiempo, los empresarios restringieron aún más la producción de los artesanos, reuniéndolos en oficinas (futuras fábricas) y dando origen a la manufactura: tales cambios contribuyeron a la Revolución industrial.